# Floricomus
Genre
Floricomus est un genre d'araignées aranéomorphes de la famille des Linyphiidae.

## Distribution
Les espèces de ce genre se rencontrent aux États-Unis et au Canada.

## Liste des espèces
Selon World Spider Catalog (version 16.5, 20/09/2015) :
- Floricomus bishopi Ivie & Barrows, 1935
- Floricomus crosbyi Ivie & Barrows, 1935
- Floricomus littoralis Chamberlin & Ivie, 1935
- Floricomus mulaiki Gertsch & Davis, 1936
- Floricomus nasutus (Emerton, 1911)
- Floricomus nigriceps (Banks, 1906)
- Floricomus ornatulus Gertsch & Ivie, 1936
- Floricomus plumalis (Crosby, 1905)
- Floricomus praedesignatus Bishop & Crosby, 1935
- Floricomus pythonicus Crosby & Bishop, 1925
- Floricomus rostratus (Emerton, 1882)
- Floricomus setosus Chamberlin & Ivie, 1944
- Floricomus tallulae Chamberlin & Ivie, 1944

Selon The World Spider Catalog (version 16.0, 2015) :
- †Floricomus fossilis Penney, 2005

## Publication originale
- Crosby & Bishop, 1925 : A new genus and two new species of spiders collected by Bufo quercicus (Holbrook). The Florida Entomologist, vol. 9, no 3, p. 33-36 (texte intégral).